# Edith Bone
Edith Bone (su nombre real era Edit Hajós)  (Budapest, 28 de enero de 1889 - Richmond upon Thames, 14 de febrero de 1975) fue una sanitaria, periodista y traductora de nacionalidad húngara y británica, miembro del Partido Comunista de Gran Bretaña.

## Biografía
Bone nació en Hungría en 1889, donde estudió medicina. Se casó con Béla Balázs en 1913. Después de la Primera Guerra Mundial se unió al Soviet de Petrogrado. En 1918, empezó a editar la versión inglesa de la revista The Communist International y, más adelante, se convirtió en representante de la Tercera Internacional. De1923 a 1933, vivió en Berlín desde donde se trasladó a Inglaterra cuando los nazis tomaron el control. Se casó con Gerald Martin, un traductor inglés, en febrero de 1934. Bone hablaba seis idiomas con fluidez.
En julio de 1936, ella y su amiga la artista Felicia Browne, viajaron a Barcelona para asistir a la Olimpiada Popular, un evento deportivo organizado en respuesta a los Juegos Olímpicos de Verano de 1936 en Berlín. Sin embargo, el evento no se llevó a cabo debido al estallido de la Guerra civil española. Browne fue la primera mujer inglesa en servir como  combatiente, y la única inglesa en morir en aquel conflicto en agosto de 1936.
Bone se quedó en España trabajando como médico y como periodista con Claud Cockburn, corresponsal del Daily Worker. Participó en la constitución del Partido Socialista Unificado de Cataluña el 26 de julio de 1936 y volvió a Inglaterra en 1939.
En 1949, regresó a Hungría como corresponsal autónoma del Daily Worker, pero fue acusada de espía para el gobierno británico, los servicios secretos de la Államvédelmi Hatóság (AVH) la detuvieron y estuvo mantenida en aislamiento sin juicio durante siete años.
Durante su detención, Bone logró conservar la salud mental desarrollando una serie de ejercicios de memoria, resolviendo problemas de geometría y recordando el léxico de los diversos idiomas que conocía. Reconstruyó mentalmente las tramas de todos los libros que había leído, hizo una lista completa de todos los personajes de las obras de William Shakespeare y Charles Dickens que recordaba y compuso poesía.
Emprendió lo que llamó una serie de «pequeñas guerras» contra sus captores después de darse cuenta de que no iban a utilizar la fuerza física contra ella y que no tenía familia con que la pudieran amenazarla. En 1951, e se negó a hablar húngaro y utilizó las otras cinco lenguas que conocía. Sus protestas dieron resultado ya que en 1952 le permitieron el acceso a los libros y de éstos aprendió una séptima lengua, el griego.
Bone fue liberada después de siete años, durante los últimos días del gobierno revolucionario de Imre Nagy gracias a que,durante la Revolución húngara de 1956,  un grupo de estudiantes se había apoderado del control de la cárcel de Budapest donde estaba detenida y liberó a los presos políticos.

## Obra
- Seven Years Solitary, Cassirer, 1966 ISBN 978-0851810829